# Cristo benedicente (Giovanni Bellini Parigi)
Il Cristo benedicente è un dipinto tempera su tavola (58x44 cm) di Giovanni Bellini, databile tra il 1460 e il 1470 circa e conservato nel Museo del Louvre a Parigi.

## Storia
L'opera è probabilmente quella «Effigie del Salvatore in atto di benedire rarissimo per la divotione e per la diligenza usatavi annoverandovisi ogni minuto pelo» citata nel 1648 dallo storico Ridolfi quale dono del pittore agli agostiniani di Santo Stefano a Venezia. Solo Morassi identificava quella menzione con una tavola databile intorno al 1500 di una collezione privata svizzera, passata poi al Kimbell Art Museum di Fort Worth. Certamente nella seconda metà dell'Ottocento era nelle proprietà del principe Nikolaj Alekseevic Orloff (1827-1885), ambasciatore russo a Parigi, ed era considerata opera di Luca di Leyda. I successivi passaggi di proprietà restano oscuri fino al 1912 quando la tavola venne acquistata dal Louvre. Subito Fry l'attribuì al Giambellino e nel 1915 Borenius suggerì l'identificazione con il passo del Ridolfi.
La tavola viene fatta risalire variamente tra circa il 1460 e il 1470 nell'incertezza della data di nascita dell'artista e quindi della definizione del suo periodo giovanile.  Resta comunque frutto di una fase sperimentale in cui lascia i modi paterni e attenua l'influenza del cognato Mantegna, per avvicinarsi maggiormente alla pittura fiamminga, con un'attenzione alle ricerche Marco Zoppo.

## Descrizione e stile

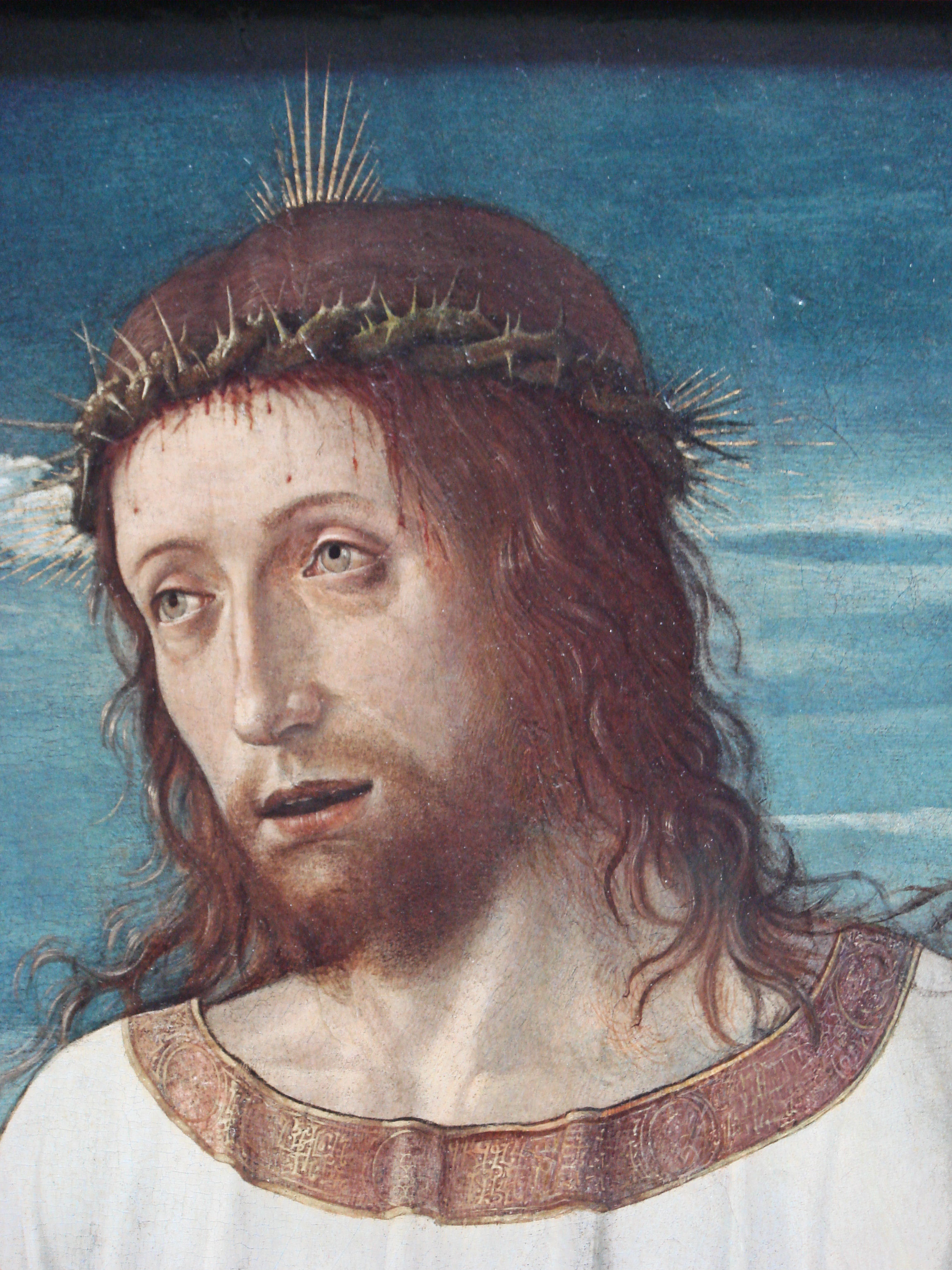
Dettaglio

Al di là del titolo più comune, e banalmente descrittivo, di Cristo benedicente, la molteplicità delle variazioni di questo con Redentore o Salvatore o Cristo passo o Schmerzensmann (Uomo dei dolori) con cui la critica ha citato questa tavola è indicativo della complessità dell'opera. Il Cristo è "in gloria" come evidenziato dal nimbo a croce e dalla veste candida dalle bordure dorate ma, mostrando le ferite dell'avvenuta Passione e la corona di spine, diventa una pittura al di fuori dalla storia raccontata, quanto piuttosto una immagine devozionale destinata alla meditazione. È infatti, assieme al Sangue del Redentore, una delle prime immagini da meditazione di Bellini. Tutto sta a suscitare la compassione del fedele e ricordare come sia il suo sacrificio a dare valore alla sua benedizione. 
Cristo è rappresentato, con amara dolcezza, gracile e sofferente, con una mano alzata in segno di benedizione e l'altra che tiene, non senza una certa sensazione di sforzo, un libro, simbolo dell'avverarsi ineluttabile delle Scritture e dell'avvento della nuova Legge. La sua tunica si apre in corrispondenza della ferita del costato e le mani recano gli evidenti segni dei chiodi, con il sangue ben visibile. La mano sinistra mostra sapientemente la scia che esce dalla ferita che prosegue verso destra, la direzione che cioè era il basso durante la crocifissione. Inoltre sulla testa ha la corona di spine, che gli ha ferito la fronte.
Sullo sfondo, lontano, il rigoglioso paesaggio è variato tra i boschi, le colture e i viottoli, appena animato da qualche presenza umana vicina a un piccolo castello a sinistra. L'orizzonte piuttosto basso lascia ampio spazio all'azzurro del cielo striato da nuvole dove la figura del Salvatore può stagliarsi monumentale.
Il sentimento patetico, così raro nelle opere successive dell'artista, è qui dominante. Importantissimo è il ruolo della luce, che impregna la figura facendo risaltare la scultorea veste bianca e soffermandosi sui dettagli, come le striature delle nuvole, in modo da generare una tensione percepibile, legata al peso psicologico del drammatico episodio.